# Iuri Filosi
Iuri Filosi (Brescia, 17 januari 1992) is een Italiaans voormalig wielrenner.

## Carrière
In 2014 eindigde Filosi op de zevende plek in de wegwedstrijd voor beloften op het wereldkampioenschap. Drie jaar later bahaalde hij zijn eerste profzege door in de GP Lugano de sprint-à-deux te winnen van Marco Frapporti. In 2018 maakte hij de overstap naar Delko Marseille Provence KTM. In zijn eerste seizoen bij de Franse ploeg werd hij onder meer tiende in de Circuito de Getxo en vijfde in een etappe in de Ronde van het Taihu-meer.

## Overwinningen
2017
GP Lugano

## Resultaten in voornaamste wedstrijden
| Jaar | Ronde van Italië | Ronde van Frankrijk | Ronde van Spanje |
| ---- | ---------------- | ------------------- | ---------------- |
| 2015 |                  |                     |                  |
| 2016 | buiten tijd      |                     |                  |
| 2017 |                  |                     |                  |
| 2018 |                  |                     |                  |
| 2019 |                  |                     |                  |
| 2020 |                  |                     |                  |

| Jaar | Milaan-San Remo | Parijs-Roubaix | Amstel Gold Race | Ronde van Lombardije |
| ---- | --------------- | -------------- | ---------------- | -------------------- |
| 2015 |                 |                | opgave           |                      |
| 2016 |                 |                |                  | opgave               |
| 2017 | 33e             |                |                  | 96e                  |
| 2018 |                 | 99e            |                  |                      |
| 2019 |                 | opgave         |                  |                      |
| 2020 | opgave          |                |                  |                      |

## Ploegen
- 2015 –  Nippo-Vini Fantini
- 2016 –  Nippo-Vini Fantini
- 2017 –  Nippo-Vini Fantini
- 2018 –  Delko Marseille Provence KTM
- 2019 –  Delko Marseille Provence
- 2020 –  Bardiani-CSF-Faizanè
- 2021 –  Giotti Victoria - Savini Due

Berlato · Bisolti · Chaparro · Colli · Cunego · De Negri · Filosi · Grosu · Ishibashi · Kuroeda · Malaguti · Marini · A.Nibali · Pozzo · Stacchiotti · Viola · Yamamoto · Onesti (stagiair)
Arredondo · Bagioli · Berlato · Bisolti · Canola · Cunego · De Negri · Filosi · Grosu · Ito · Kobayashi · Koishi · Kuboki · Marangoni · Marini · Nakane · Santaromita · Stacchiotti · Uchima · Bou (stagiair) · Cima (stagiair) · Nishimura (stagiair)
Areruya · Combaud · De Rossi · Di Grégorio · El Fares · Fernández · Filosi · Finetto · Guérin · Jones · Kasperkiewicz · Leveau · Madrazo · Martinez · Michajlov · Moreno · Rodríguez · Šiškevičius · Smukulis · Trarieux · Fedeli (stagiair) · Meyer (stagiair) · Rochas (stagiair)
Areruya · Combaud · De Rossi · El Fares · Fedeli · Fernández · Filosi · Finetto · Grosu · Guérin · Jones · Kasperkiewicz · Leveau · Moreno · Navardauskas · Rochas · Schmidt · Šiškevičius · Trarieux · Carr (stagiair) · Delettre (stagiair) · Guichard (stagiair)